# Krystyna Dobrowolska
Krystyna Zofia Dobrowolska (ur. 14 września 1918 w Okocimiu, zm. 15 października 2001 w Warszawie) – reżyser, scenarzystka, pisarka.

## Życiorys i twórczość
Krystyna Zofia Dobrowolska, córka Tadeusza i Marii Janiny, pochodziła ze środowiska inteligenckiego. W 1936 zdała maturę w państwowym gimnazjum w Krakowie, następnie przez rok uczęszczała do prywatnej szkoły malarskiej w tym mieście. Rok później rozpoczęła studia na Uniwersytecie Jagiellońskim na wydziale filozoficznym (na kierunku historia sztuki), które przerwała z powodu trwającej wojny. Studia ukończyła w 1947.
Pierwszy rok wojny spędziła z rodzicami w żywieckim, gdzie jej ojciec był leśniczym. Następnie, gdy Polacy zostali wysiedleni z tzw. Reichu, do którego także należał Żywiec, przeniosła się do Krakowa, przebywała też w pobliskiej miejscowości Botwina-Brzesko, gdzie wówczas mieszkali jej rodzice. W czasie wojny interesowała się pracą literacką; napisała sztukę z młodzieżowego środowiska artystycznego Romana wysoko ocenioną przez wybitnego reżysera i dyrektora teatrów w Krakowie i Warszawie Juliusza Osterwę. Sztuka miała być wystawiona przez uczniów szkoły krakowskiej, jednak śmierć reżysera w 1948 temu przeszkodziła. Dobrowolska przez dłuższy czas pracowała w dwóch muzeach krakowskich: Narodowym i im. XX Czartoryskich (w muzeum im. XX Czartoryskich objęła po wojnie posadę asystentki). Otrzymała także wyróżnienie Wojewódzkiego Wydziału Kultury za nowelę pt. Zagubiona miniatura. Po wojnie, zainteresowana filmem, nawiązała kontakt z  Warsztatem Filmowym, następnie przeniosła się do Łodzi, gdzie kontynuowała edukację jako słuchaczka Wyższego Studium Filmowego.
W 1948 dostała stypendium państwowe i rozpoczęła studia w  Akademii Sztuk Scenicznych w Pradze na wydziale dramaturgii filmowej. W czasie studiów pracowała m.in. w czeskim filmie rysunkowym i kalkowym.

### Dalsze życie zawodowe
Po ukończeniu studiów w Pradze i powrocie do kraju objęła na krótki czas stanowisko redaktora w Studiu Filmów Rysunkowych w Bielsku-Białej. Zrezygnowała z tej pracy z braku możliwości realizacji własnej twórczości filmowej i zdecydowała się na praktykę reżyserską w Wytwórni Filmów Oświatowych w Łodzi. Zaczęła kręcić filmy według własnych scenariuszy, filmy animowane w Se-ma-forze, oświatowe w innych wytwórniach.
Krystyna Dobrowolska nie zdecydowała się na przynależność do PZPR, otwarcie przyznawała się do swojego powiązania z religią chrześcijańską, co wpłynęło na jej karierę. Miała trudności z wydawaniem swoich prac literackich i zatrudnieniem na etat w którejś z wytwórni, co uniemożliwiło jej pełny rozwój zawodowy. Na przełomie lat 80. i 90. XX w., po przewrocie politycznym, była coraz bardziej chora, miała problemy z poruszaniem się. Kilka lat przed emeryturą otrzymała propozycję etatu w wytwórni filmów reklamowych.

## Filmografia
- 1975 Zdobyłem zawód - film dokumentalny, reżyseria
- 1972 Przygody Misia Colargola - serial animowany, scenariusz Colargol na meteorologii
- 1971 Figurynki z saskiej porcelany - film animowany, scenariusz, reżyseria
- 1971 Powstanie wielkopolskie - film dokumentalny, scenariusz, reżyseria
- 1971 Przygody Misia Colargola - serial animowany, scenariusz, reżyseria Colargol na fantasmagorii
- 1969 I taka jest Warszawa - film dokumentalny, scenariusz, reżyseria
- 1969 Przygody Misia Colargola - serial animowany, scenariusz, reżyseria  Miś u Króla Ptaków
- 1968 Letni koncert - film animowany, reżyseria (w napisach określenie funkcji: realizacja), scenariusz, komentarz
- 1968 Szkoła rycerska - film dokumentalny, reżyseria
- 1967 Jan Henryk Dąbrowski - film dokumentalny, reżyseria
- 1967 Dziadek do orzechów sekwencja: część animowana - współpraca reżyserska
- 1966 O Cyganie Rachtało - film animowany, scenariusz, reżyseria
- 1966 Zamki polskie - film dokumentalny, scenariusz, reżyseria
- 1965 Kiliński - film dokumentalny, reżyseria (w napisach określenie funkcji: realizacja), scenariusz
- 1957 Piotr Michałowski - film dokumentalny, scenariusz
- 1957 Tadeusz Kulisiewicz - film dokumentalny asystent reżysera
- 1955 Bunt niemowląt - film dokumentalny, asystent reżysera
- 1955 Kocmołuszek - film animowany, scenariusz

## Nagrody indywidualne
- 1950 Cyganie – nagroda I kategorii w konkursie „Twórczości Młodych” za scenariusz
- 1974 Przygody Misia Colargola – nagroda Prezesa Rady Ministrów - za twórczość dla dzieci dla zespołu realizatorów serialu
- 1972 Przygody Misia Colargola – Paryż (MFF dla Dzieci i Młodzieży) "Złota Kurka"
- 1972 Przygody Misia Colargola – nagroda Miasta Łodzi dla realizatorów serialu

## Twórczość literacka
Sztuki sceniczne
- Mgła
- Romana
- Rodzinny dom

Opowiadania, m.in.
- Fifia i dziewczynki
- Figielek
- Mały Festiwal Filmowy
- Zaginiona miniatura
- Czarny kot
- Ostatni list Hanki
- Krzyżyk
- W klubie
- Dyskoteka
- Pani Natalia

Słuchowiska radiowe
- Drobiazgi
- Jesienny dom